# Martin Davis
Martin David Davis, (sinh năm 1928 tại thành phố New York) là nhà toán học người Mỹ, nổi tiếng về bài toán thứ 10 của Hilbert (Jackson 2008, tr. 560).

## Cuộc đời và Sự nghiệp
Cha mẹ của Davis quen biết nhau ở Lodz, Ba Lan, nhưng chưa kết hôn với nhau cho tới khi họ gặp lại nhau ở thành phố New York (Jackson 2008, tr. 560). Davis lớn lên ở Bronx, và được cha mẹ khuyến khích cho học hành đầy đủ (Jackson 2008, tr. 561).
Ông đậu bằng tiến sĩ ở Đại học Princeton năm 1950, dưới sự cố vấn của Alonzo Church (Jackson 2008, tr. 560). Hiện nay ông là giáo sư danh dự ở Đại học New York.
Davis là người đồng khám phá ra các thuật toán Davis-Putnam và thuật toán DPLL (thuật toán Davis-Putnam-Logemann-Loveland). Ông là đồng tác giả (cùng với Ron Sigal và Elaine J. Weyuker) của quyển "Computability, Complexity, and Languages, Second Edition: Fundamentals of Theoretical Computer Science", một sách giáo khoa về theory of computability (lý thuyết tính toán được). Ông cũng nổi tiếng về mô hình Post-Turing machine (máy Hậu-Turing).

## Giải thưởng
Davis đã đoạt giải Chauvenet năm 1975.